# فصل پنجم (رمان)
فصل پنجم یک رمان خیال‌پردازی علمی اثر ان. کی. جمیسین است. این کتاب در سال ۲۰۱۶ برنده جایزه ادبی هوگو برای بهترین رمان شد و اولین جلد از مجموعه رمان زمین شکسته قبل از دروازه اوبلیسک و آسمان سنگی است.

## داستان
روایت داستان از زبان ضمیر دوم شخص است. مکان آن در جهانی که معلوم نیست کجاست، در سیاره‌ای خیالی که تنها یک قاره دارد و به آن آرامش (stillness) می‌گویند.
در این دنیا هر چند صد سال یا هر چند ده سال اتفاقاتی میفتد که به آن فصل پنجم می‌گویند و می‌تواند از چند سال تا صدها سال به طول بینجامد. آغازگر این دوران‌ها می‌تواند فجایع طبیعی یا بیماری و غیره باشد که زندگی انسان‌ها را مختل کرده و گاه تمدن‌های بی‌شماری را نابود کرده که امروزه تنها برخی از خرابه‌های آنها و دست‌ساخته‌هایشان باقی مانده‌است. از هزاره‌ها پیش، دستورهایی نیز سینه به سینه منتقل شده به نام سنگ‌آموزها که شامل قوانینی است برای ذخیره آذوقه، ساختن زیستگاه‌های مقاوم و نیز روش بقا در شرایط سخت که از بچگی در مدرسه‌های هر شهر و روستا به کودکان آموزش داده‌اند تا اگر در دوره زندگیشان فصل پنجمی روی داد بتوانند زنده بمانند.
تقریباً تمام تک قاره این سیاره در کنترل امپراتوری سانزی است که امپراتورش در شهر یومِنِس در مرکز قاره قرار دارد. این امپراتوری توانسته نزدیک به سه هزار سال دوام بیاورد و چندین فصل پنجم خطرناک را بدون از بین رفتن امپراتوری و تمدن انسان‌ها پشت سر بگذارد. اصول عقاید آنها بر اساس نژادپرستی نژاد سانزی‌هاست و یک جامعه با کاست (طبقه اجتماعی) است که هر طبقه به کار مربوط به خود مشغول است. در این میان انسان‌هایی نیز با قدرت کنترل انرژی زمین و استفاده از آن در میان مردم وجود دارند که به آنها اوروگِن می‌گویند. امپراتوری از بیش از هزار سال پیش تا کنون، اوروگن‌ها را انسان ندانسته و به شکار آنها می‌پردازد. آنها را به دست افرادی که محافظ نامیده می‌شوند از سرتاسر قاره جمع می‌کنند و در مرکزی به نام فالکروم در پایتخت آموزش می‌دهند تا از قدرتشان برای آرام کردن قهر طبیعت و زمین‌لرزه‌ها و نیز در راه امپراتوری استفاده کنند. آنهایی را هم که فرمانبردار نباشند با بی‌رحمی می‌کشند.
این کتاب، حکایت آگاهی اوروگنی است که از زندگی تحت انقیاد و بردگی به خشم آمده و آغازگر فصل پنجمی می‌شود که به نظر می‌رسد این بار قرار است که بشریت را به کل نابود کند.

## برگردان فارسی
- جمیسین، ان. کی. (١٣٩۸). فصل پنجم. ترجمهٔ مطهره اسلامی. تهران: کتابسرای تندیس.[۳]